# XLR-kontakt

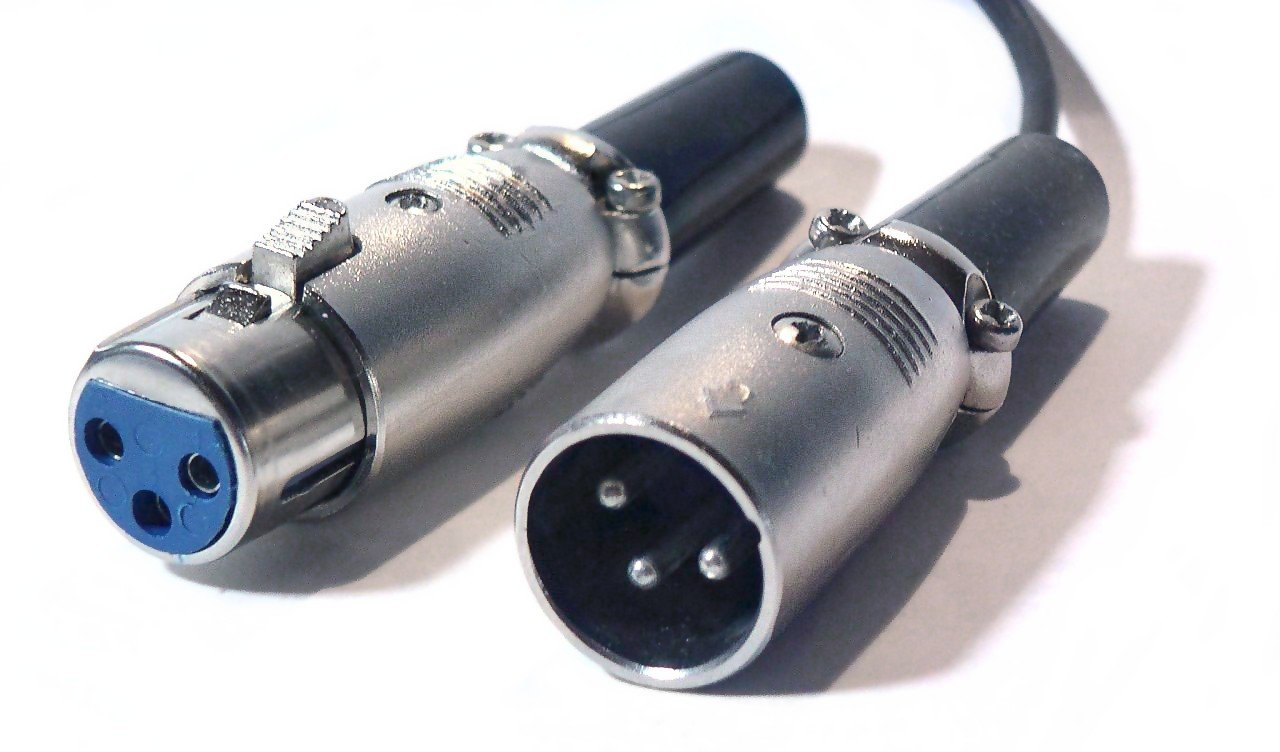
XLR3-kontakter: Hona & hane

XLR-kontakt, även kallad Cannonkontakt, är ett kontaktdon som mestadels används inom ljudsystem, som till mikrofoner, högtalare med mera.
Förbindelserna kan vara balanserade, det vill säga med två signalledare (plus och minus) och en jordledare vilket isolerar signalen bättre från störningar än vanliga obalanserade anslutningar (till exempel Phono/RCA-pluggar i hemstereo). Vanligast är den 3-poliga kontakten men det förekommer även 4-, 5-, 6-, och 7-poliga kontakter.

## Historia
Den uppfanns av James H. Cannon, grundare av Cannon Electric i Los Angeles, Kalifornien, numera del av ITT Corporation. Ursprungligen såldes de under namnet Cannon X, men 1950 tillkom en låsmekanism (L som i "latch") varför namnet ändrades till Cannon XL och 1955 utvecklades kontakten ytterligare genom en isolering av honkontakten med ett syntetiskt gummi (R som i "rubber") varför kontakten slutligen fick namnet XLR.

## XLR3 - 3-polig XLR-kontakt
|     |            |
| Pin | Funktion   |
| 1   | Chassijord |
| 2   | Pluspol    |
| 3   | Minuspol   |

Anslutningen av de olika stiften har historiskt sett varit en källa till konflikt. Ampex valde tidigt stift 3 som bärare av positiv signal och många andra USA-baserade tillverkare följde efter. IEC standardiserade emellertid i IEC268 Part 12 stiftkonfigurationen så, att stift 2 bär positiv, och stift 3 bär negativ signal. Under perioden 1980–2000 var det fortfarande vanligt med ”Pin 3 hot” som Ampexkonventionen kallas, och polvändande anpassningsenheter var nödvändiga tillbehör i alla ljudsystem. Det råder dock ingen oenighet om att skärmen skall anslutas till stift 1. Detta eftersom stift 1 i en version från Switchcraft (som senare kopierats av alla andra tillverkare) ansluter före de andra och således minskar matningsrelaterade störningar.

### Andra kontaktdon
- DIN-kontakt
- Teleplugg
- RCA-kontakt